# Henning Jensen
Henning Jensen (Nørresundby, 17 de agosto de 1949 – 5 de dezembro de 2017) foi um futebolista dinamarquês que atuava como centroavante. Faleceu em 5 de dezembro de 2017 vítima de câncer.

## Carreira
Nascido em Nørresundby BK, Jensen começou a jogar futebol para o time local Nørresundby BK na Dinamarca. Mudou-se para o exterior em 1972, quando assinou um contrato com o clube alemão Borussia Mönchengladbach.
Em Mönchengladbach, ele jogou ao lado de outro jogador da seleção dinamarquesa Allan Simonsen no ataque. Venceu uma Taça UEFA (1974-75), duas Bundesliga (1974-1975 e 1975-1976) e uma Copa da Alemanha (1972–73). Depois de 58 gols em 174 jogos no clube, em 1976 foi contratado para defender o Real Madrid onde jogou por três anos, vencendo duas La Liga (1977-78 e 1978-79) e marcou o 300º gol na competição europeia para o clube, ao todo foram 88 jogos e 19 gols pelo clube madrileno. Em 1979 ele se mudou para a Holanda, para defender o Ajax, lá ele conheceu outros jogadores dinamarqueses como Frank Arnesen e Søren Lerby (e dois anos depois também por um período muito curto, Jesper Olsen). O jogador rotineiro teve que trabalhar duro pela sua posição na equipe pela primeira vez com a idade de 30 anos. O meia tinha muita rivalidade de Frank Arnesen , Dick Schoenaker e Søren Lerby, que formaram um dos meio-campistas mais fortes (atacantes) da Europa naqueles anos. Jensen começou como centro atacante, quando o atacante central Ray Clarkefoi vendido. Depois disso, ele jogou nas pontas, como atacante de ponta por um período. Quando Frank Arnesen foi lesionado numa parte da temporada 1979-80, Jensen mudou-se para o meio-campo, onde jogou os seus melhores jogos pelo Ajax e na temporada 1979-1980 venceu a Eredivisie, pelo clube holandês foram 56 jogos e 7 gols marcados. 
Ele retornou à Dinamarca em julho de 1981 para jogar pelo AGF Aarhus, antes de voltar para o Nørresundby e jogar seus últimos jogos pelo Nørresundby BK.
Em 2006, Henning Jensen foi nomeado entre os indicados para o prêmio "Melhor Futebolista da Dinamarca" da DBU, ao lado de Preben Elkjær Larsen, Brian Laudrup, Michael Laudrup, Morten Olsen, Peter Schmeichel, Allan Simonsen e Jon Dahl Tomasson.

## Seleção
Ele fez sua estréia pela seleção dinamarquesa em maio de 1972, e marcou um gol na partida de qualificação para a Olimpíada de 1972 contra a Romênia, ao todo foram 21 jogos e 9 gols marcados.

## Títulos
Borussia Mönchengladbach:
Taça UEFA: 1974-75
Bundesliga: 1974-1975 e 1975-1976
Copa da Alemanha: 1972–73
Real Madrid:
La Liga: 1977–78 e 1978–79
Ajax:
Eredivisie: 1979–80